# Cnemaspis boiei
Cnemaspis boiei är en ödleart som beskrevs av  Gray 1842. Cnemaspis boiei ingår i släktet Cnemaspis och familjen geckoödlor. Inga underarter finns listade i Catalogue of Life.